# Mitch Gaylord
Mitch Gaylord (n. 10 martie 1961, Van Nuys⁠(d), California, SUA) este un actor ce a reprezentat Statele Unite ale Americii, medaliat olimpic. A participat la o ediție a Jocurilor Olimpice (1984) în care a câștigat o medalie de argint și două medalii de bronz.